# Науково-дослідний інститут карпатознавства Ужгородського національного університету
Науково-дослідний інститут карпатознавства Ужгородського національного університету — наукова установа у складі Ужгородського національного університету (УжДУ).

## Витоки Інституту карпатознавства
Дослідження 1970—1980 рр. експедицією УжДУ на чолі з професором Е. А. Балагурі сформували основні уявлення історичного розвитку Верхнього Потисся від V тис. до н. е. до появи ранніх слов'ян у VI—VII ст. н. е. Наприкінці XX — на початку XXI ст. ученими Інституту з'ясовано багато проблем, пов'язаних з етнокультурною та племінною приналежністю населення регіону VI ст. до н. е. — VI ст. н. е.
Накопичення значного фондового матеріалу (більше 100000 одиниць) уможливило створення Археологічного музею університету як самостійного підрозділу (директор — к.і.н. І. А. Прохненко).
Проведені дослідження і їх вагомі наукові результати актуалізували створення спеціальної установи — Науково-дослідного інституту карпатознавства Ужгородського національного університету.

## Історія та діяльність Інституту карпатознавства
Інститут організований у 1992 році, виконує фундаментальні та прикладні науково-дослідні роботи, спрямовані на вивчення археології, історії, етнографії, політології, фольклористики, мовознавства, літературознавства, історії мистецтва Закарпаття в його взаєминах із Карпатським регіоном у цілому. Директор — доктор історичних наук, професор В'ячеслав Григорович Котигорошко.
Пріоретний напрямок досліджень — давня історія Верхнього Потисся у взаємозв'язках із сусідніми та віддаленішими регіонами Карпато-Дунайського ареалу.
Один з результатів роботи археологів університету й археологів-палеолітників Музею природи АН України (керівник д.і.н. В. М. Гладілін) — відкриття стоянки первісної людини біля селища Королево, яку оцінюють як пам'ятку європейського значення.
НДІ карпатознавства випускає власний науковий збірник «Карпатика» («Carpatica», тираж — 100 примірників). Станом на 2011 рік, вийшло його 40 випусків.
За перші тринадцять років діяльності інститут підготував 5 кандидатів і 2 доктори історичних наук, у тому числі колишнього ректора УжНУ Миколу Вегеша.
Міжнародне співробітництво
Інститут має контакти з науковими установами суміжних країн (Словаччина, Угорщина, Румунія). НДІ проводить конференції, симпозіуми, ініціює міжнародні археологічні експедиції (традиційно — україно-румунські), видає матеріали досліджень. — Усе це дозволило створити об'ємний банк даних з давньої історії Верхнього Потисся і вважати регіон одним з найбільш вивчених на території Карпато-Дунайського ареалу в межах 1 млн років тому до IX ст. н. е.
Разом з археологами свій внесок у розвиток наукового потенціалу інституту внесли фахівці з етнології, нової та новітньої історії. У рамках договору про прикордонне наукове співробітництво між УжНУ й історичним повітовим музеєм міста Сату-Маре (Румунія) було проведено експедиції з вивчення етнічних меншин Закарпаття: волохів і німців краю та суміжної території Сату-Марского повіту Румунії.

## Адреса
- м. Ужгород, вул. Університетська, 14